# Apisit Gosila
Apisit Gosila (thailändisch อภิสิทธิ์ โกศิลา, * 20. Dezember 1995) ist ein thailändischer Fußballspieler.

## Karriere
Apisit Gosila stand bis Juni 2019 beim Royal Thai Army FC unter Vertrag. Wo er vorher gespielt hat, ist unbekannt. Der Verein aus der thailändischen Hauptstadt Bangkok spielte in der dritten Liga, der Thai League 3. Hier trat er mit dem Verein in der Lower Region an. Ende Juni 2019 wechselte er zum ebenfalls in Bangkok beheimateten Zweitligisten Army United. Für United stand er zweimal in der zweiten Liga zwischen den Pfosten. Im November 2019 wurde bekannt gegeben, dass der Verein aufgelöst wird. Wo Gosila von 2020 bis Mitte 2021 gespielt hat, ist unbekannt. Ende Juli 2022 verpflichtete ihn der Zweitligist Chainat Hornbill FC. Für den Klub aus Chainat stand er in der Hinrunde 2022/23 dreimal zwischen den Pfosten. Im Dezember 2022 wurde sein Vertrag nicht verlängert. Im Januar 2022 verpflichtete ihn der ebenfalls in der zweiten Liga spielende Udon Thani FC. Mit dem Verein aus Udon Thani musste er am Ende der Saison als Tabellenletzter absteigen. Nach dem Abstieg und zwölf Zweitligaspielen wechselte er im Sommer 2023 zum Drittligisten Phitsanulok FC. Mit dem Verein aus Phitsanulok spielte er sechsmal in der Northern Region der Liga. Nach der Hinserie wurde sein Vertrag im Dezember 2023 nicht verlängert. Im gleichen Monat unterschrieb er in Chachoengsao einen Vertrag bei dem in der Eastern Region spielenden Chachoengsao Hi-Tek FC.